# 5404 Uemura
5404 Uemura eller 1991 EE1 är en asteroid i huvudbältet som upptäcktes den 15 mars 1991 av de båda japanska astronomerna Kazuro Watanabe och Kin Endate vid Kitami-observatoriet. Den är uppkallad efter den japanske äventyraren Naomi Uemura.
Asteroiden har en diameter på ungefär 5 kilometer.